# Yanis Varoufakis
Yanis Varoufakis (Grieks: Ιωάννης Βαρουφάκης) (Athene, 24 maart 1961) is een Grieks econoom en politicus. Van 27 januari 2015 tot 6 juli 2015 was hij minister van Financiën in het kabinet-Tsipras (I).

## Levensloop
Varoufakis volgde middelbaar onderwijs aan de Moraitis School te Athene. Zijn ouders stuurden hem in 1978 voor zijn studie naar Engeland. Daar studeerde hij aan de Universiteit van Essex aanvankelijk economie. Al snel koos Varoufakis voor een studie wiskunde, omdat hij van mening was dat de studie economie zo veel wiskunde bevatte dat deze studie zinniger was. In 1981 behaalde hij zijn bachelor wiskundige economie aan deze universiteit. Hierna behaalde hij aan de Universiteit van Birmingham een MSc wiskundige statistiek en een PhD economie. Vanaf 2000 was hij werkzaam als hoogleraar politieke economie aan de Universiteit van Athene.
Tussen 1982 en 1988 was Varoufakis achtereenvolgens docent aan de universiteiten van Essex, East Anglia en Cambridge. Van 1988 tot 2000 was hij werkzaam aan de Universiteit van Sydney.
Varoufakis' publicaties gaan voornamelijk over de speltheorie en de onbalans van schulden en overschotten binnen de wereldeconomie. In zijn boek The Global Minotaur beschrijft hij hoe de onevenwichtigheid van deze schulden en overschotten van de verschillende landen de crisis in Amerika, veroorzaakt door het omvallen van de zakenbank Lehman Brothers, en de Europese staatsschuldencrisis hebben veroorzaakt. De titel is gebaseerd op het mythische wezen, de minotaurus, uit de Griekse mythologie. Aan dit wezen moesten een keer per negen jaar zeven Atheense jongens en meisjes geofferd worden, totdat de held Theseus het monster doodde.
Varoufakis heeft voor deze metafoor in de boektitel gekozen omdat in zijn visie na de crisis het beleid dat er de oorzaak van was, is voortgezet. Er moeten nog steeds offers gebracht worden, maar nu in de vorm van enorme bijdragen van de bevolking om te kunnen blijven bestaan. Als oplossing voert hij aan dat de overschotten van de grote industrielanden China, Japan en Duitsland moeten worden geïnvesteerd in landen met een zwakke economie. Hierdoor kunnen deze landen zich verder ontwikkelen waardoor ze niet in te grote schulden geraken. Hij noemt dit het Global Surplus Recycling Mechanism. Het boek is in zes talen vertaald.
Verder is Varoufakis een fel tegenstander van de bezuinigingspolitiek.
In november 2010 publiceerde Varoufakis samen met Stuart Holland A Modest Proposal for Resolving the Eurozone. Sinds 2013 is James K. Galbraith mede-auteur van versie 4.0 van dit werk. Hierin doen zij een voorstel om de eurocrisis op te lossen volgens het genoemde Global Surplus Recycling Mechanism, maar dan binnen de eurozone.

### Politieke carrière
Vanaf januari 2004 tot december 2006 was hij economisch adviseur van de oppositieleider en latere minister-president George Papandreou. 

Hij protesteerde in 2005 bij Eurostat tegen de deal met Goldman Sachs.
Op 27 januari 2015 trad Varoufakis aan als minister van financiën in het kabinet-Tsipras. Op 5 juli 2015 vond een referendum plaats, waar de nee-stemmers met 61% tegen de door de geldschieters beoogde maatregelen stemden. Op 6 juli 2015 trad Varoufakis af, naar zijn eigen zeggen  omdat hij geïsoleerd was geraakt met zijn harde opstelling. Hij werd opgevolgd door Efklidis Tsakalotos. Wel bleef Varoufakis parlementslid. Tijdens de stemming op 16 juli 2015 over het reddingsplan, wat tijdens de top van de eurozone overeengekomen was, stemde Varoufakis tegen. Dit leverde hem een boegeroep uit de parlementszaal op.
Vanaf het begin van februari 2015 tot begin juli is er een werkgroep gevormd onder leiding van James K. Galbraith, een Amerikaanse hoogleraar in de economie, om een noodplan op te stellen als Griekenland gedwongen zou worden de eurozone te verlaten. 
Naar aanleiding van een artikel, verschenen in de Ekathimerini, waarin werd onthuld dat Varoufakis verregaande plannen had een parallel betalingsstelsel te creëren, wordt er een strafrechtelijk onderzoek naar hem ingesteld. Varoufakis had een plan opgesteld om de belastingwebsite te hacken en de belastingnummers van belastingbetalers te gaan gebruiken om over en weer betalingen te gaan verrichten met behulp van pincodes die via deze site van de belastingdienst verspreid zouden worden. Hiervoor was er een geheime commissie gevormd.
Later verklaarde Tsipras in het parlement opdracht te hebben gegeven tot het vormen van deze groep.
Ook hebben twee private personen tegen hem een aanklacht ingediend. Deze aanklachten zijn door het hooggerechtshof doorgestuurd aan het parlement met het verzoek de parlementaire onschendbaarheid van Varoufakis op te heffen. Bij een onderzoek uitgevoerd door de afdeling cybercrime van de Griekse politie van database zijn er geen sporen gevonden van het kopiëren van belastingnummers, in Griekenland AFM's genaamd.
Galbraith ontkende in een artikel in The Telegraph elke betrokkenheid bij dit plan.
In een interview met Late Night Live, een Australisch radioprogramma, gaf hij aan niet aan de parlementsverkiezingen van het najaar van 2015 mee te willen doen omdat die volgens hem triest en onvruchtbaar zouden zijn. Wel gaf hij aan een Europees netwerk te willen opzetten dat zich tot een pan-Europese partij zou moeten ontwikkelen.
Die partij is op 9 februari 2016 inderdaad opgericht, onder de naam "Beweging voor Democratie in Europa 2025" (Democracy in Europe Movement 2025) of DiEM25. De beweging publiceerde een manifest met daarin haar doelstellingen. DiEM25 stelt zich tot doel de bestaande instellingen van de Europese Unie te hervormen tot een volwaardige democratie, met een soeverein parlement. Het zelfbeschikkingsrecht van de naties moet gerespecteerd worden, en samenwerking met de nationale parlementen en ondergeschikte regionale en lokale besturen staat op de agenda.
In maart 2018 presenteerde hij een nieuwe Griekse partij, MeRa 25, waarvan hij zelf de leider is. De oprichting van MeRa 25 is een vervolg op DiEM25.

### Nevenfuncties
In 2010 richtte Varoufakis met de kunstenares Danae Stratou, zijn huidige vrouw, de non-profitorganisatie Vital Space op, een organisatie die gebaseerd is op het principe dat kunstwerken de wereld ten goede zouden kunnen veranderen.
In 2012 raakte Varoufakis betrokken bij de Valve Corporation, een computerspelproducent, als economist-in-residence. Valve Corporation hanteerde binnen zijn spellen een virtuele economie met eigen munteenheden en wilde twee virtuele munteenheden koppelen tot een virtuele standaardmunteenheid. Men worstelde echter met de onbalans tussen genoemde virtuele munteenheden en riep hier de hulp van Varoufakis voor in.

### Persoonlijk leven
Yanis Varoufakis is gehuwd met de kunstenares Danae Stratou en heeft een dochter uit een eerdere relatie. Hij heeft zowel de Griekse als de Australische nationaliteit.

## Publicaties
- (en)  Econometric Methods on MINITAB: A manual, Norwich: University of East Anglia (1988)
- (en)  Conflict in Economics, Hemel Hempstead: Wheatsheaf en New York: St Martin's Press, Yanis Varoufakis en D. Young (ed.) (1990)
- (en)  Rational Conflict, Oxford: Blackwell Publishers (1991) (ISBN 0-631-16606-8)
- (en)  Game Theory: a critical introduction,  Londen en New York: Routledge Hargreaves-Heap, en Yanis Varoufakis, (1995) vertaald in het Italiaans en het Japans (ISBN 0-415-09403-8)
- (en)  Foundations of Economics: A beginner's companion, Londen en New York: Routledge, (1998) (ISBN 0-415-17892-4)
- (en)  Game Theory: Critical Concepts Vol. 1-5, Londen: Routledge, (2000) (ISBN 0-415-22240-0)
- (el)  Μικροοικονοµικά Υποδείγµατα Μερικής και Γενικής Ισορροπίας (Microeconomic Models of Partial and General Equilibrium), Athene: Gutemberg, Yanis Varoufakis en N. Theocarakis (2004)
- (en)  Game Theory: A Critical Text, Londen en New York: Routledge, Hargreaves-Heap, S. en Yanis Varoufakis (2004)
- (en)  Game Theory: The theory with an ambition to unify the social sciences (in Greek), Athene: Gutenberg (2007)
- (en)  Political Economy: Economics under the light of criticism, (in Greek), Athene: Gutenberg (2007)
- (en)  Modern Political Economics, Londen en New York: Routledge, nog te verschijnen. Yanis Varoufakis, J. Halevi en N. Theocarakis (2010)
- (en)  The Global Minotaur: America, the True Origins of the Financial Crisis and the Future of the World Economy, Zed Books, (2011) vertaald in het Grieks, Duits, Italiaans, Spaans, Tsjechisch en Fins, (tweede editie 2013)
- (en)  Economic Indeterminacy: A personal encounter with the economists' most peculiar nemesis, Londen en New York: Routledge, 2013 (ISBN 0415668492)
- (el)   Μιλώντας στην κόρη μου για την οικονομία. Patakis Publishers (ISBN 9789601655444). Nederlandse uitgave: De economie uitgelegd aan mijn dochter, juni 2015, De Geus.
- (en)  And the Weak Suffer What They Must? Europe, Austerity and the Threat to Global Stability, The Bodley Head, april 2016 (ISBN 9781784704117). Nederlandse uitgave: En de zwakken ondergaan wat ze moeten ondergaan? Hoe Europa de stabiliteit in de wereld bedreigt, 2016, De Geus (ISBN 9789044536737).
- (en) Adults in the Room, The Bodley Head, 2017 (ISBN 9781847924469). Nederlandse uitgave: Volwassenen onder elkaar, 2017, De Geus (ISBN 9789044539189).
- (en) Talking to My Daughter About the Economy. The Bodley Head Ltd, 2017 (ISBN 9781847924445)
- (en) Another Now: Dispatches from an Alternative Present, The Bodley Head, 2020 (ISBN 9781847925640)
- (en) Technofeudalism: What Killed Capitalism, Bodley Head, 2023 (ISBN 9781847927279)

## Trivia
De mediagenieke Varoufakis werd onderwerp voor een aantal satirische filmpjes. In Spitbattle Jeroen Dijsselbloem & Yanis Varoufakis (2015) worden ook Dijsselbloem, Merkel en Poetin opgevoerd. V for Varoufakis is de titel van een satirische video uit 2015 van Jan Böhmermann, de Duitse komiek die in 2016 een omstreden satire en gedicht maakte over de Turkse president Erdogan.  